# Sissícia
La sissícia (en grec antic: τὰ συσσίτια o ἡ συσσίτια, ta syssítia o he syssítia, literalment 'menjar en comú') eren els menjars col·lectius d'homes d'un grup social o religiós de l'antiga Grècia, i en especial a Esparta i Creta.
Els banquets, evocats per Homer, es relacionen amb aquesta tradició. S'han trobat empremtes de menjars semblants tant a Cartago com a Roma. Aristòtil en parla del seu funcionament i requisits a la seva Política.

## A Esparta
A Esparta, on el sistema era el més evolucionat, eren anomenades també fidícies (φειδίτια, pheidítia, derivat de ἔδω, edô 'menjar'): es tractava d'un banquet quotidià i obligatori, comparable al menjador d'oficials i sotsoficials dels militars. A l'època Arcaica, com testimonia Alcmà, el ritual portava també el nom de ἀνδρεῖα, andreia, literalment 'que pertany a l'home'. La participació en les sissícies era, com l'educació espartana, obligatòria per formar part dels esparciates o iguals.
L'esparciata era admès en una sissícia a partir dels vint anys, després d'un ritual descrit per Plutarc: el jove ha de ser admès per unanimitat pels seus futurs camarades. El vot es realitzava mitjançant boletes de pa ficades en un vas. Hi havia la possibilitat que el jove fos presentat pel seu erastés, és a dir, el de més edat en una relació relació pederàstica.
Cada convit havia d'aportar a l'olla comuna una quarta part mensual, el phiditês (φιδίτης), la composició de la qual coneixem per Dicearc (citat per Ateneu) i Plutarc: 77 l de gra d'ordi, 39 l de vi, 3 kg de formatge, 1,5 kg de figues i 10 òbols eginetes, que servien per comprar el menjar. Servia per confeccionar el plat principal, el brou negre (μέλας ζωμός, melas zōmós), els ingredients del qual coneixem gràcies a Ateneu: porc, sal, vinagre i sang.
Plutarc indica en la seva Vida de Licurg que la sissícia reunia una quinzena de persones, i en la Vida d'Agis explica que el rei volia repartir als 4.500 ciutadans en 15 fidícies de 400 o 200 membres, és a dir, set fidícies de 200, set de 400 i 300 cavallers (hippeis).